# Droga wojewódzka 394
Die Droga wojewódzka 394 (DW 394) ist eine elf Kilometer lange Droga wojewódzka (Woiwodschaftsstraße) in der polnischen Woiwodschaft Kujawien-Pommern, die sich vollständig in der Gmina Solec Kujawski befindet und Przyłubie mit Otorowo verbindet. Die Strecke liegt im Powiat Bydgoski.

## Streckenverlauf
Woiwodschaft Kujawien-Pommern, Powiat Bydgoski
-  Przyłubie (Weichselthal) (DK 10)
-  Solec Kujawski (Schulitz) (DK 10, DW 204, DW 249)
-  Otorowo (Ottorowo, Otteraue) (DW 397)